# Джуджанелло
Джуджанелло (італ. Giuggianello, сиц. Sciuvaneddhru) — муніципалітет в Італії, у регіоні Апулія, провінція Лечче.
Джуджанелло розташоване на відстані близько 540 км на схід від Рима, 175 км на південний схід від Барі, 33 км на південний схід від Лечче.

Населення — 1230 осіб (2014).
Щорічний фестиваль відбувається 25 липня. Покровитель — San Cristoforo.

## Демографія
Населення за роками:

Станом на 1 січня 2023 року в муніципалітеті офіційно проживало 28 іноземців з 9 країн, серед них 7 громадян країн Євросоюзу та 1 громадянин України.

## Сусідні муніципалітети
- Джурдіньяно
- Мінервіно-ді-Лечче
- Муро-Леччезе
- Пальмаридж
- Поджардо
- Санарика